# MetroRiel (Guatemala)
El MetroRiel es un proyecto de tren ligero actualmente en planificación y se prevé que servirá a la Ciudad de Guatemala, Guatemala, que conectará la zona 12 de Villa Nueva con la zona 17 de la ciudad capital en un recorrido de aproximadamente 40 minutos. Este sistema de transporte será administrado por la Municipalidad de Guatemala. Su operación comercial estará a cargo por empresas privadas representadas en consorcios. 
En un principio, contará con una sola línea de 20 estaciones, que recorrerá la ciudad desde Centra Norte (norte de la ciudad) hasta la central de transferencias Centra Sur en el sur de la ciudad, un total de 35 trenes eléctricos circularán constantemente en ambos sentidos para facilitar la movilidad, esta primera línea tendrá conexión con el sistema BRT Transmetro y el AeroMetro. Se contempla además 1 línea de metro subterráneo que conecte Mixco con la zona 15 de la ciudad.

## Construcción
En octubre de 2016 se inician las evaluaciones y se estima un costo inicial de $700 millones de dólares para la primera línea de 20 km de largo del MetroRiel. Esta línea conectará en un lapso de 40 minutos Centra Norte en el norte de la ciudad con Centra Sur en la zona 12 de Villa Nueva, las dos centrales de transferencia más importantes del área metropolitana.
En 2019, la municipalidad de la Ciudad de Guatemala firma un acuerdo con la administradora de infraestructura ferroviaria del país -Ferrovías- para utilizar las vías existentes de la Ciudad para este proyecto, la construcción esta planificada para inicios de 2021.

### Infraestructura vial
La primera etapa que actualmente está en ejecución es la construcción de 6 pasos a desnivel hacia el sur de la ciudad sobre la calzada Atanasio Tzul, esto con el objetivo de tener un corredor libre sobre el cual circulará la primera línea del metro urbano, impactar en la movilidad vial y enlazar esta Autovía con la Vía Alterna del Sur. Al finalizarse la construcción de dichos pasos a desnivel se contempla la construcción de 2 puentes de uso mixto; Puente El Frutal de 817 metros de  longitud ubicado en la zona 12 de Villa Nueva y Las Vacas con 247 metros al norte de la Ciudad de Guatemala.

### Actualidad
Actualmente FEGUA ha puesto un anuncio donde se encuentran las antiguas vías del MetroRiel, que se están quitando las vías enterradas donde recorría el antiguo tren en Guatemala y en la Zona 1 empezó la desmantelación de las vías que quedaron enterradas pasando el tiempo, también ya se han construido alrededor de cuatro pasos a desnivel y faltan dos pasos a desnivel para culminar la primera etapa del MetroRiel.
El presidente Bernardo Arévalo, junto al embajador de Estados Unidos Tobin John Bradley y el alcalde capitalino Ricardo Quiñonez confirmaron que la primera fase estaría concluida a mediados de 2027. Más tarde el presidente confirma que en agosto de 2025 se firmarán acuerdos con el Cuerpo de Ingenieros del Ejército de los Estados Unidos para reactivar tanto el Metroriel como el sistema ferroviario.